# Banksetosa
Genre
Banksetosa est un genre d'araignées aranéomorphes de la famille des Salticidae.

## Distribution
Les espèces de ce genre sont endémiques du Panama.

## Liste des espèces
Selon World Spider Catalog (version 18.0, 12/03/2017) :
- Banksetosa dubia Chickering, 1946
- Banksetosa notata Chickering, 1946

## Publication originale
- Chickering, 1946 : The Salticidae of Panama. Bulletin of the Museum of. Comparative Zoology, vol. 97, p. 1-474 (texte intégral).